# تی‌اس‌اس گالتی مور (۱۸۹۸)
تی‌اس‌اس گالتی مور (۱۸۹۸) (به انگلیسی: TSS Galtee More (1898)) یک کشتی بود که طول آن ۲۷۶٫۱ فوت (۸۴٫۲ متر) بود. این کشتی  در سال ۱۸۹۸ ساخته شد.